# III Zawody Speed–Star – Zawody spadochronowe Antek – Gliwicka Gwiazda 2018
III Zawody Speed–Star – Zawody spadochronowe Antek – Gliwicka Gwiazda 2018 – odbyły się 29 września 2018 na gliwickim lotnisku w Gliwicach. Gospodarzem Mistrzostw był Aeroklub Gliwicki, a organizatorem Sekcja Spadochronowa Aeroklubu Gliwickiego. Skoki wykonywano z wysokości 2500 metrów i czas mierzony 25 sekund, z samolotu An-2TD SP-AOB, pilotowanego przez Jacka Niezgodę, Tadeusza Lewickiego (II pilot, 3 wyloty) i Marcina Woźniewskiego. Wykonano 9 wylotów.
Zawody rozegrano w jednej kategorii:
- Speed-Star – konkurencja polegała na stworzeniu w jak najkrótszym czasie 5. osobowej gwiazdy[a].

## Kierownictwo zawodów
- Sędzia główny – Ryszard Koczorowski[4]
- Kierownik sportowy – Jan Isielenis

Źródło:

## Uczestnicy
Uczestników III Speed-Star – Zawody spadochronowe Antek – Gliwicka Gwiazda 2018 podano za: Jan Isielenis: Wyniki Speed-Star 2018. 2018-09-23, s. 1.
W zawodach wystartowało 6 zespołów  Polska.
1. Szybkie Szakale – Gliwice: Mariusz Bieniek, Krzysztof Szawerna, Bartłomiej Ryś, Dominik Grajner, Joachim Hatko i Szymon Szpitalny (kamera)[b][c][d]
2. Łowcy Szakali – Gliwice: Leszek Tomanek, Danuta Polewska, Monika Locińska, Paweł Mostowski, Ziemowit Nowak i Tymoteusz Tabor (kamera)[e]
3. Chaotix – Strefa Silesia: Sebastian Wilczek, Tomasz Makowiecki, Filip Kubica, Monika Kielar, Tomasz Wojciechowski i Bartłomiej Kościółkiewicz (kamera)
4. Aeroklub Gliwice – Gliwice: Dariusz Nawacki, Rafał Duda, Jan Isielenis, Anna Bieniek, Grzegorz Cichy i Wojciech Kielar (kamera)
5. Wyrzutki – Strefa Silesia: Maciej Król, Michał Witas, Michał Packa, Jakub Suliga, Robert Okseniuk i Tymoteusz Tabor (kamera)[f]
6. Aeroklub Rybnik – Rybnik: Iwona Majewska, Artur Paszek, Mirosław Ziarkowski, Tomasz Żyła i Szymon Szpitalny (kamera).

## Zestaw figur
Zestaw figur III Speed-Star – Zawody spadochronowe Antek – Gliwicka Gwiazda 2018 podano za: Ryszard Koczorowski: Wyniki Zawodów Spadochronowych III SPEED STAR ANTEK – GLIWICKA GWIAZDA 2018. 2018-09-29, s. 1.
|        | I kolejka | II kolejka | III kolejka | IV kolejka |
| ------ | --------- | ---------- | ----------- | ---------- |
| Figura | 2         | 3          | 10          | 1          |
| Figura | 8         | 4          | 7           | 12         |

## Medaliści
Medalistów III Speed-Star – Zawody spadochronowe Antek – Gliwicka Gwiazda 2018 podano za: Ryszard Koczorowski: Wyniki III Zawodów Spadochronowych SPEED STAR ANTEK – GLIWICKA GWIAZDA 2018. 2018-09-29, s. 1.
| Konkurencja | Złoto                     | Srebro                  | Brąz                      |
| Speed-Star  | Szybkie Szakale – Gliwice | Łowcy Szakali – Gliwice | Wyrzutki – Strefa Silesia |

## Wyniki zawodów
Wyniki zawodów III Speed-Star – Zawody spadochronowe Antek – Gliwicka Gwiazda 2018 podano za: Ryszard Koczorowski: Wyniki zawodów spadochronowych III SPEED STAR ANTEK – GLIWICKA GWIAZDA 2018. 2018-09-29, s. 1.
| Kolejka              |              | Szybkie Szakale | Łowcy Szakali | Chaotix | Aeroklub Gliwice | Wyrzutki | Aeroklub Rybnik |
| -------------------- | ------------ | --------------- | ------------- | ------- | ---------------- | -------- | --------------- |
| I                    | Gwiazda      | 14,14           | 17,83         | 25,92   | 24,42            | 27,93    | 29,12           |
| I                    | Punkty       | 5               | 3             | 0       | 1                | 0        | 0               |
| I                    | Kara         | –               | –             | –       | -5               | –        | –               |
| I                    | Wynik        | 9,14            | 14,83         | 25,00   | 25,00            | 25,00    | 25,00           |
| I                    | Wynik łączny | 9,14            | 14,83         | 25,00   | 25,00            | 25,00    | 25,00           |
| II                   | Gwiazda      | 16,45           | 14,04         | 25,57   | 0                | 20,05    | 21,11           |
| II                   | Punkty       | 4               | 4             | 0       | 0                | 1        | 1               |
| II                   | Kara         | –               | –             | –       | –                | –        | –               |
| II                   | Wynik        | 12,45           | 10,04         | 25,00   | 25,00            | 19,05    | 20,11           |
| II                   | Wynik łączny | 21,59           | 24,87         | 50,00   | 50,00            | 44,05    | 45,11           |
| III                  | Gwiazda      | 15,26           | 16,11         | 32,40   | 28,82            | 18,59    | 20,77           |
| III                  | Punkty       | 3               | 3             | 0       | 0                | 2        | 1               |
| III                  | Kara         | –               | –             | –       | –                | –        | –               |
| III                  | Wynik        | 12,26           | 13,11         | 25,00   | 25,00            | 16,59    | 19,77           |
| III                  | Wynik łączny | 9,14            | 14,83         | 25,00   | 25,00            | 25,00    | 25,00           |
| Suma czasów /punktów |              |                 |               |         |                  |          |                 |
| Punkty               | 12           | 10              | 0             | 0       | 3                | 2        |                 |
| Wynik łączny         | 33,85        | 37,98           | 75,00         | 75,00   | 60,64            | 64,88    |                 |
| Wyniki               | Wyniki       | 12              | 10            | 0       | 0                | 3        | 2               |
| Miejsce              | Miejsce      | I               | II            | V       | V                | III      | IV              |